# Rumänischer Eishockeypokal 2012/13
Der Rumänische Eishockeypokal (rumänisch Cupa României la Hochei pe gheață) wird seit 1969 ausgetragen. Zum ersten Male konnte der ASC Corona 2010 Brașov den Pokal gewinnen.

## Teilnehmer und Modus
An der Austragung des Rumänischen Eishockeypokals im Jahre 2012/13 nehmen sechs Mannschaften der Rumänischen Liga und eine zweite Mannschaft aus Mercuriea Ciuc teil. In zwei Gruppen qualifizierten sich jeweils die beiden Ersten für das Halbfinale. Die Sieger der Halbfinalspiele traten in zwei Finalspielen gegeneinander an. Die Begegnungen fanden ohne Rückspiel statt.
- Steaua Bukarest
- ASC Corona 2010 Brașov
- CS Progym Gheorgheni
- CSS HSC Csikszereda
- HSC Csíkszereda
- Sportul Studențesc Bukarest
- CSM Dunărea Galați

## Gruppenphase

### Gruppe A
| 31. Oktober 2012 13:00 Uhr | CSM Dunarea Galați | 2:10 (0:3, 0:5, 2:2) Spielbericht | ASC Corona Brașov | Patinoarul Mihai Flamaropol, Galați Zuschauer: 75 |

| 14. November 2012 16:00 Uhr | Sportul Studențesc | 1:10 (0:2, 1:5, 0:3) Spielbericht | CSM Dunărea Galați | Patinoarul Mihai Flamaropol, Bukarest Zuschauer: 15 |

| 21. November 2012 16:00 Uhr | Sportul Studențesc | 0:12 (0:5, 0:3, 0:4) Spielbericht | ASC Corona Brașov | Patinoarul Mihai Flamaropol, Bukarest Zuschauer: 25 |

| Platz | Verein                 | S | S1 | N1 | N | Tore  | Punkte |
| ----- | ---------------------- | - | -- | -- | - | ----- | ------ |
| 1.    | ASC Corona 2010 Brașov | 2 | 0  | 0  | 0 | 22:2  | 6      |
| 2.    | CSM Dunărea Galați     | 1 | 0  | 0  | 1 | 12:11 | 3      |
| 3.    | Sportul Studențesc     | 0 | 0  | 0  | 2 | 1:22  | 0      |

### Gruppe B
| 18. Dezember 2012 (30. November 2012, 17:30 Uhr) | Steaua Bukarest | -:- (-:-, -:-, -:-) Spielbericht | CSS HSC Csikszereda | Patinoarul Mihai Flamaropol, Bukarest |

| 3. Dezember 2012 17:00 Uhr | Steaua Bukarest II | 2:3 (0:1, 1:2, 1:0) Spielbericht | HSC Csikszereda | Patinoarul Mihai Flamaropol, Bukarest Zuschauer: 75 |

| 5. Dezember 2012 16:15 Uhr | HSC Csikszereda | 7:5 (1:3, 4:1, 2:1) Spielbericht | CSS HSC Csikszereda | Vakar Lajos, Miercurea Ciuc Zuschauer: 30 |

| 8. Dezember 2012 18:00 Uhr | CS Progym Gheorgheni | 1:5 (1:1, 0:1, 0:3) Spielbericht | Steaua Bukarest II | Gheorgheni Zuschauer: 200 |

| 11. Dezember 2012 18:00 Uhr | HSC Csikszereda | 8:0 (2:0, 2:0, 3:0) Spielbericht | CS Progym Gheorgheni | Vakar Lajos, Miercurea Ciuc Zuschauer: 100 |

| 17. Dezember 2012 18:00 Uhr | CSS HSC Csikszereda | -:- (-:-, -:-, -:-) Spielbericht | CS Progym Gheorgheni | Vakar Lajos, Miercurea Ciuc |

| Platz | Verein               | S | S1 | N1 | N | Tore | Punkte |
| ----- | -------------------- | - | -- | -- | - | ---- | ------ |
| 1.    | HSC Csíkszereda      | 3 | 0  | 0  | 0 | 18:7 | 9      |
| 2.    | Steaua Bukarest      | 1 | 0  | 0  | 1 | 7:4  | 3      |
| 3.    | CS Progym Gheorgheni | 0 | 0  | 0  | 2 | 1:13 | 0      |
| 4.    | CSS HSC Csíkszereda  | 0 | 0  | 0  | 1 | 5:7  | 0      |

## Halbfinale
| 21. Dezember 2011 19:15 Uhr | ASC Corona Brașov | 8:0 (1:0, 5:0, 2:0) Spielbericht | Steaua Bukarest Rangers | Vakar Lajos, Miercurea Ciuc Zuschauer: 300 |

| 21. Dezember 2011 16:00 Uhr | HSC Csíkszereda | 7:2 (2:1, 3:0, 2:1) Spielbericht | CSM Dunărea Galați | Vakar Lajos, Miercurea Ciuc Zuschauer: 100 |

## Spiel um Platz 3
| 22. Dezember 2012 13:00 Uhr | Steaua Bukarest Rangers | 3:1 (0:0, 2:0, 1:1) Spielbericht | CSM Dunărea Galați | Vakar Lajos, Miercurea Ciuc Zuschauer: 20 |

## Finale
| 22. Dezember 2012 17:00 Uhr | HSC Csíkszereda | 2:3 (0:0, 2:0, 0:3) Spielbericht | ASC Corona Brașov | Vakar Lajos, Miercurea Ciuc Zuschauer: 2.000 |

## Beste Scorer
Die besten Scorer waren:
| # | Spieler          | Mannschaft              | Tore | Vorlagen | Punkte |
| - | ---------------- | ----------------------- | ---- | -------- | ------ |
| 1 | Radim Kristan    | CSM Dunărea Galați      | 4    | 5        | 9      |
| 2 | Levente Elekes   | HSC Csíkszereda         | 4    | 4        | 8      |
| 3 | Cătălin Geru     | CSM Dunărea Galați      | 1    | 7        | 8      |
| 4 | Vaclav Novak     | HSC Csíkszereda         | 5    | 2        | 7      |
| 5 | Ioan Timaru      | Steaua Bukarest Rangers | 4    | 3        | 7      |
| 6 | Mihail Georgescu | Steaua Bukarest Rangers | 3    | 4        | 7      |
| 7 | Ľubomír Hurtaj   | HSC Csíkszereda         | 3    | 4        | 7      |
| 8 | Ede Mihály       | HSC Csíkszereda         | 2    | 5        | 7      |

## Einzelnachweis
1. ↑  Torschützenliste auf Pointstreak.com